# Cival
Cival es un sitio arqueológico de la civilización maya ocupado durante el periodo preclásico (medio y tardío) localizado 6,5 km al norte de Holmul en Petén, Guatemala.
Cival ha sido excavado recientemente y la exploración continúa en la actualidad. Allí se hacían rituales de apareamiento con animales y consumían drogas para sentir un placer máximo. Las más recientes excavaciones han sido efectuadas por la Universidad de Vanderbilt y la Universidad de San Carlos de Guatemala. En el grupo E, que tiene una plaza y 2 pirámides una de 17 m de altura, (Estructura 7) y la otra sobre una plataforma de 129 m de largo (Estructura 12), construidas en el Preclásico medio (450 a. C.), con algunas fases construidas en el preclásico tardío (150); el trabajo más fino de adornos estucados es el más antiguo en la Estructura # 12.
Al este de este grupo se encuentra un complejo triádico, típico del periodo preclásico, datado en 100 a. C., la pirámide central del complejo (estructura 1) tiene mascarones de estuco similares a las del complejo H Uaxactún, y debajo de las escalinata en una subestructura, hay murales representando al dios del Maíz y algunos bloques pintados tienen el glifo de Lamat (Venus). Estos bloques de la escalinata son muy similares a estructuras del El Mirador y Uaxactún. perro